# Marengo (Illinois)
Marengo je grad u američkoj saveznoj državi Ilinois. Prema popisu stanovništva iz 2010. u njemu je živjelo 7.648 stanovnika.